# Учпілі
Учпілі́ (рос. Учпили, башк. Өсбүлә) — село у складі Дюртюлинського району Башкортостану, Росія. Адміністративний центр Учпілинської сільської ради.
Населення — 457 осіб (2010; 428 2002).
Національний склад:
- башкири — 52 %
- татари — 43 %